# اپل پی

نشان واره اپل پی

اَپِل پِی (به انگلیسی: Apple Pay) یا سامانه پرداخت اپل یکی از روش‌های نوین پرداخت پول همچون پرداخت همراه یا کیف پول دیجیتالی است که شرکت اپل آن را در سال ۲۰۱۴ معرفی کرد. برای بهره‌گیری از این سامانه، کاربر می‌بایست نخست تنها برای یک بار اطلاعات کارت اعتباری خود را وارد آیفون (آیفون ۵ به بالا) نماید، (از طریق اسکن کارت اعتباری یه با به صورت دستی) و پس از آن هر بار که کالا یا خدماتی را خریداری می‌کند، می‌تواند با نزدیک کردن آی دیوایس خود به پایانه مجهز به فناوری اِن اِف سی، هزینه را پرداخت نماید.